# Vittorio Rieti
Vittorio Rieti (* 28. Januar 1898 in Alexandria; † 19. Februar 1994 in New York City) war ein italienisch-amerikanischer Komponist.

## Leben und Werk
Rieti wurde als Kind italienischer Eltern in Ägypten geboren. Er studierte von 1912 bis 1917 bei Giuseppe Frugatta in Mailand Musik und gleichzeitig an der Mailänder Universität, wo er 1917 in Jura promoviert wurde. Sein von kurzem Kriegsdienst im italienischen Heer unterbrochenes Musikstudium schloss er 1920 in Rom bei Ottorino Respighi ab. Rieti verwarf zu dieser Zeit seine das Atonale streifenden Jugendwerke und entwickelte einen fortan für ihn typischen neoklassizistischen Stil mit einer modernen, aber tonalen Harmonik. Er wurde in seiner musikalischen Entwicklung auch von Alfredo Casella gefördert. Casella dirigierte 1924 auf dem Prager Musikfest Rietis Konzert für Bläserquintett und Orchester, womit dieser den ersten internationalen Erfolg errang.
1925 bis 1940, als Rieti teils in Rom, teils in Paris lebte, stand er der Groupe des Six nahe. Im Dezember 1925 wurde seine für Serge de Diaghilews Ballets Russes geschriebene Ballettmusik „Barabau“ zu einem großen Erfolg. Dank der Vermittlung von Alfred Schlee gleichzeitig einstudiert, hatte „Barabau“ wenige Tage später als deutsche Erstaufführung auch am Fürstlich Reußischen Theater in Gera in der Choreographie von Yvonne Georgi als Silvesterpremiere einen Sensationserfolg, die zu einem Skandal führte, da in einer Begräbnisszene Tänzerinnen und Tänzer die Trauer persiflierten und das »den Geraern zuviel« war und sie empört »Aufhören!« riefen. Nur die allabendliche Anwesenheit des Reussischen Fürsten konnte offenen Protest verhindern. Diese Aufführung lockte sogar Berliner Kritiker an und wurde zu Gastspielen an die Berliner Volksbühne und ans Schauspielhaus Leipzig eingeladen.
Neben weiteren Ballettmusiken komponierte Rieti in den Jahren 1935–1939 auch besonders erfolgreiche Bühnenmusiken für das Theater von Louis Jouvet. Rieti war außerdem einer der Begründer der Pariser Gruppe „La Sérénade“, die sich im Wesentlichen für zeitgenössische Kammermusik einsetzte.
1940 emigrierte Rieti nach Amerika, wo er am 1. Juni 1944 eingebürgert wurde. Neben seinen Ballettkompositionen, die vor allem zu den Choreographien von George Balanchine in den USA Anerkennung fanden, führten insbesondere die Dirigenten Arturo Toscanini und Dimitri Mitropoulos seine Orchester-Werke auf. 1954 errang Rieti den Preis der New Yorker Musikkritiker. Er lehrte zudem 1948/49 am Peabody Conservatory of Music in Baltimore, 1950–1953 am Chicago Musical College, 1955/56 und später am Queens College in New York sowie am New York College of Music, wo er ab 1960 als Professor für Komposition wirkte.

## Werke (Auswahl)
Opern
- Orfeo (1928)
- Teresa nel bosco (1934)
- Don Perimplin (1949)
- The Pet Shop (1949)

Ballett
- Barabau (1925)
- Le bal (1929)
- La Sonnambula (1946)

Orchesterwerke
- Symphonie No. 3 (1932)
- Symphonie No. 4 (1944)

Konzerte
- Piano Concerto No. 3 (1958)
- Concerto for harpsichord and orchestra (1952–1955, 1972)
- Cello Concerto No. 2 (1953)
- Triple Concerto for violin, viola, piano and orchestra (1971)

Kammermusik
- Capriccio for violin and piano (1941)
- Partita for harpsichord, flute, oboe, 2 violins, viola and cello (1945)
- String Quartet No. 3 (1951)
- Woodwind Quintet (1957)
- String Quartet No. 4 (1960)
- Concertino for 5 Instruments for flute, viola, cello, harp and harpsichord (1963)
- Pastorale e fughetta for flute, viola and piano (or harpsichord) (1966)
- Sonata à 5 for flute, oboe, clarinet, bassoon and piano (1966)
- Incisioni for brass quintet (1967)
- Silografie for flute, oboe, clarinet, horn and basson (1967)
- Sestetto pro Gemini for flute, oboe, piano, violin, viola and cello (1975)

Klavier
- Second Avenue Waltzes for 2 pianos (1942)
- Suite champêtre for 2 pianos (1948)
- Medieval Variations (1962)
- Chorale, variazioni e finale for 2 pianos (1969)

Filmmusik
- O la borsa o la vita, Regie: Carlo Ludovico Bragaglia (1932)
- Ritorno alla terra, Regie: Mario Franchini (1934)
- Amore, Regie: Carlo Ludovico Bragaglia (1935)
- La route heureuse, Regie: Georges Lacombe (1936)
- L’orologio a cucù, directed by Camillo Mastrocinque (1938)